# خوسيه بيريدا
خوسيه بيريدا (بالإسبانية: José Pereda Maruyama)‏ هو لاعب كرة قدم ومدرب كرة قدم بيروفي في مركز الوسط، ولد في 8 سبتمبر 1973 في ليما في بيرو. شارك مع منتخب بيرو لكرة القدم. أما مع النوادي، فقد لعب مع بوكا جونيورز وسيينسيانو وكورونل بولوجنسي ونادي ميلغار أريكيبا ونادي يونيفرسيتاريو.

## وصلات خارجية
- خوسيه بيريدا على موقع الاتحاد الدولي (مؤرشف)  (الإنجليزية)
- خوسيه بيريدا على موقع قاعدة بيانات كرة القدم.إي يو (الإنجليزية)
- خوسيه بيريدا على موقع ناشيونال فوتبول تيمز (الإنجليزية)